# اس‌اس تتونیک
اس‌اس تتونیک (به انگلیسی: SS Teutonic) یک کشتی بود که طول آن ۵۸۲ فوت (۱۷۷ متر) بود. این کشتی در سال ۱۸۸۹ ساخته شد.